# Eleição municipal de Santa Luzia (Minas Gerais) em 2004
A eleição municipal de Santa Luzia em 2004 ocorreu em 3 de outubro. Foi eleito José Delgado (PFL), derrotando Cláudio Maciel (PSB).

## Candidatos
|  | Nº | Candidato(a) a prefeito | Candidato(a) a prefeito                             | Candidato(a) a vice-prefeito | Candidato(a) a vice-prefeito                            | Coligação |
|  | -- | ----------------------- | --------------------------------------------------- | ---------------------------- | ------------------------------------------------------- | --- |
|  | 12 |                         | Dr. Rocival (PDT) Rocival Lyrio de Araújo           |                              | Wilson Vieira (PTB) Wilson de Sousa Vieira              | Renovação e Progresso - Partido Democrático Trabalhista (PDT) - Partido Trabalhista Brasileiro (PTB) - Partido Renovador Trabalhista Brasileiro (PRTB) - Partido da Social Democracia Brasileira (PSDB) |
|  | 13 |                         | Denilson Martins (PT) Denilson Aparecido Martins    |                              | João Batista (PMN) João Batista Lopes                   | Agora é a Vez do Social - Partido dos Trabalhadores (PT) - Partido da Mobilização Nacional (PMN) - Partido Comunista Brasileiro (PCB) |
|  | 23 |                         | Fernando de Castro (PPS) Fernando de Castro Machado |                              | Professora Matildes (PPS) Maria Matildes de Sousa Silva | Sem coligação - Partido Popular Socialista (PPS) |
|  | 25 |                         | José Raimundo Delgado (PFL) José Raimundo Delgado   |                              | Ocimar Silva (PTN) Ocimar Carmo da Silva                | Santa Luzia no Rumo Certo - Partido da Frente Liberal (PFL) - Partido Trabalhista Nacional (PTN) - Partido Progressista (PP) - Partido Social Liberal (PSL) - Partido dos Aposentados da Nação (PAN) - Partido Republicano Progressista (PRP)                                                                     |
|  | 27 |                         | Juninho (PSDC) Ubirajara Expedito dos Reis Junior   |                              | Flávio Maurício (PSDC) Flávio Maurício da Silva         | Sem coligação - Partido Social Democrata Cristão (PSDC) |
|  | 36 |                         | Júlio César Dedé (PTC) José Modesto de Oliveira     |                              | Edson Cardoso (PTC) Edson Cardoso da Costa              | Novos Rumos - Partido Trabalhista Cristão (PTC) - Partido de Reedificação da Ordem Nacional (PRONA) |
|  | 40 |                         | Cláudio Maciel (PSB) Cláudio de Faria Maciel        |                              | Dr. Gilberto (PMDB) Gilberto da Silva Dorneles          | Liberdade Luziense - Partido Socialista Brasileiro (PSB) - Partido do Movimento Democrático Brasileiro (PMDB) - Partido Social Cristão (PSC) - Partido Liberal (PL) - Partido Humanista da Solidariedade (PHS) - Partido Verde (PV) - Partido Comunista do Brasil (PCdoB) - Partido Trabalhista do Brasil (PTdoB) |

## Resultado da eleição para prefeito
| 1º Turno 3 de outubro de 2004 | 1º Turno 3 de outubro de 2004 | 1º Turno 3 de outubro de 2004 | 1º Turno 3 de outubro de 2004 |
| Candidato(a)                  | Vice                          | Votação                       | Votação                       |
| Candidato(a)                  | Vice                          | Total                         | Porcentagem                   |
| ----------------------------- | ----------------------------- | ----------------------------- | ----------------------------- |
| José Raimundo Delgado (PFL)   | Ocimar Silva (PTN)            | 35.233                        | 36,44%                        |
| Cláudio Maciel (PSB)          | Dr. Gilberto (PMDB)           | 33.510                        | 34,66%                        |
| Denilson Martins (PT)         | João Batista (PMN)            | 9.519                         | 9,84%                         |
| Júlio César Dedé (PTC)        | Edson Cardoso (PTC)           | 9.077                         | 9,39%                         |
| Fernando de Castro (PPS)      | Professora Matildes (PPS)     | 5.580                         | 5,77%                         |
| Dr. Rocival (PDT)             | Wilson Vieira (PTB)           | 3.704                         | 3,83%                         |
| Juninho (PSDC)                | Flávio Maurício (PSDC)        | 66                            | 0,07%                         |
| Total de votos válidos        | Total de votos válidos        | 96.689                        | 100,00%                       |
| Votos apurados                |                               |                               |                               |
| Votos válidos                 | Votos válidos                 | 96.689                        | 89,28%                        |
| Votos em branco               | Votos em branco               | 4.660                         | 4,30%                         |
| Votos nulos                   | Votos nulos                   | 6.950                         | 6,42%                         |
| Total de votos apurados       | Total de votos apurados       | 108.299                       | 100,00%                       |
| Eleitores                     |                               |                               |                               |
| Comparecimento                | Comparecimento                | 108.299                       | 86,25%                        |
| Abstenções                    | Abstenções                    | 17.266                        | 13,75%                        |
| Total de eleitores            | Total de eleitores            | 125.565                       | 100,00%                       |